# Mimomanes
Mimomanes là một chi bướm đêm thuộc họ Geometridae.